# Туристичка организација Мајданпек — Доњи Милановац
| Туристичка организација Мајданпек — Доњи Милановац |                                           |
|                                                    |                                           |
| Оснивач:                                           | Општина Мајданпек                         |
| Основана:                                          |                                           |
| Седиште:                                           | Краља Петра I бб, · Доњи Милановац Србија |
| Веб презентација                                   | ТО Мајданпек                              |
| Контакт:                                           | 030/591-400                               |

Туристичка организација Мајданпек је једна од јавних установа општине Мајданпек, са седиштем у Доњем Милановцу.